# روبرت أرزومانيان
روبرت أرزومانيان (بالإنجليزية: Robert Arzumanyan) (مواليد 24 يوليو 1985 في يريفان) لاعب كرة قدم أرميني دولي يجيد اللعب في خط الدفاع . يلعب حاليا لصالح نادي راندرز الدنماركي منذ 2008 .

## روابط خارجية
- روبرت أرزومانيان على موقع الاتحاد الأوربي (الإنجليزية)
- روبرت أرزومانيان على موقع قاعدة بيانات كرة القدم.إي يو (الإنجليزية)
- روبرت أرزومانيان على موقع ناشيونال فوتبول تيمز (الإنجليزية)
- روبرت أرزومانيان على موقع Soccerway.com (الإنجليزية)